# Prothema sulawensis
Prothema sulawensis là một loài bọ cánh cứng trong họ Cerambycidae.